# Phare du port de Marsala
Le phare du port de Marsala (en italien :Faro del Porto di Marsala) est un phare situé sur la pointe du brise-lame ouest du port de Marsala en mer Méditerranée, dans la Province de Trapani (Sicile), en Italie.

## Histoire
Le phare a été mis en service en 1885 sur le Molo di Ponnente. Il marque l'entrée du port de Marsala. Le phare est entièrement automatisé et géré par la Marina Militare.

## Description
Le phare  se compose d'une tour cylindrique en pierre de 19 m de haut, avec galerie et lanterne sur une maison de gardiens d'un étage. Le bâtiment est non peint et le dôme de la lanterne est gris métallisé. Il émet, à une hauteur focale de 19 m, deux éclats blancs toutes les 10 secondes. Sa portée est de 15 milles nautiques (environ 28 km) pour le feu blanc et 12 milles nautiques pour le feu de réserve.

Identifiant : ARLHS : ITA-102 ; EF-3080 - Amirauté : E1940 - NGA : 10064 .

## Caractéristiques dufeu maritime
Fréquence : 10 secondes (W)
- Lumière : 1 seconde
- Obscurité : 2 secondes
- Lumière : 1 seconde
- Obscurité : 6 secondes

### Lien connexe
- Liste des phares de la Sicile